# Fulgurofusus nanshaensis
Fulgurofusus nanshaensis is een slakkensoort uit de familie van de Turbinellidae. De wetenschappelijke naam van de soort is voor het eerst geldig gepubliceerd in 2003 door Zhang.